# Vayres-sur-Essonne
Vayres-sur-Essonne is een gemeente in het Franse departement Essonne (regio Île-de-France) en telt 810 inwoners (1999). De plaats maakt deel uit van het arrondissement Étampes.

## Geografie
De oppervlakte van Vayres-sur-Essonne bedraagt 8,4 km², de bevolkingsdichtheid is 96,4 inwoners per km².
De onderstaande kaart toont de ligging van Vayres-sur-Essonne met de belangrijkste infrastructuur en aangrenzende gemeenten.

## Demografie
Onderstaande figuur toont het verloop van het inwonertal (bron: INSEE-tellingen).

1. ↑  Populations de référence 2022.